# فرودگاه ریچاردز بی
 فرودگاه ریچاردز بی (به انگلیسی: Richards Bay Airport) یک فرودگاه همگانی با کد یاتا RCB است که یک باند فرود آسفالت دارد و طول باند آن ۱۳۰۰ متر است. این فرودگاه در کشور آفریقای جنوبی قرار دارد و در ارتفاع ۳۳ متری از سطح دریا واقع شده است.

## شرکت‌های هواپیمایی و مقصدهای پروازی
| شرکت‌های هواپیمایی  | مقصدهای پروازی |
| ------------------ | -------------- |
| ساوث افریکن اکسپرس | اولیور تامبو   |